# Joe Andoe
Joe Andoe (* 1955 in Tulsa, Oklahoma) ist ein US-amerikanischer Künstler.

## Leben und Werk
Andoe verbrachte eine wilde Jugend, nach eigener Aussage mit „... Drogen, Mädchen, Alkohol und Rasereien in fahruntüchtigen Autos durch die Straßen von Tulsa“. Dafür wurde er Anfang der siebziger Jahre mehrmals mit Haftstrafen belegt. Nach dieser wilden Periode studierte er an der University of Oklahoma in Norman; dort erwarb er 1981 den Master of Fine Arts (M.F.A.) In seiner beginnenden künstlerischen Entwicklung verarbeitete Andoe die Eindrücke aus seiner Jugendzeit auf seine eigene Weise. Aus dieser Zeit stammen seine merkwürdig kühl anmutenden, monochromen und häufig seriellen Bilder junger Mädchen oder amerikanischer Autotypen   aus den sechziger Jahren. Eine spätere Schaffensperiode ließ ihn Motive aus dem ländlichen Leben Oklahomas aufgreifen. Die flache Landschaft einer Farm in diesem Landstrich, die er von seiner Kindheit her kannte, bietet Andoe Motive für seine Arbeiten: geflochtene Kränze, Kerzenlichter, Blumen, Getreideähren, Bäume, Rinder, Büffel, Schafe und Lämmer und vor allem Pferde, die zu seinem späteren Markenzeichen wurden.
Andoe ging sein künstlerisches Schaffen ökonomisch an. „Ich neige zum Ökonomisieren, meine Bilder möchte ich auf Blaupausen einschränken“, charakterisierte der Künstler seine Arbeitsweise. Er bemühte sich, die gewählten Motive seiner Bilder mit dem Maluntergrund und den Farben völlig ineinander aufgehen zu lassen. 
Joe Andoe war einer der zahlreichen Künstler, die zum Kreis des Kunstsammlers und Mäzens Theodor Ahrenberg gehörten.
Die Arbeiten des Künstlers finden sich in renommierten internationalen Museen, u. a. im Metropolitan Museum of Art (New York), Museum of Modern Art (New York) oder in der Phillip Morris Collection.  Er hatte zahlreiche Einzel- und Sammelausstellungen bei internationalen Galerien und Kunsthäusern, zuletzt u. a. im Rahmen der Ausstellung „Die Jugend von heute“ in der Schirn Kunsthalle (Frankfurt, 2006). Andoe lebt und arbeitet in New York.

## Einzelausstellungen (Auswahl)
- 1986 White Columns White Room (New York, N.Y.)
- 1988 Tom Cugliani Gallery (N.Y.), Dart Gallery (Chicago), Maloney Gallery (Santa Monica, Calif.)
- 1989 BlumHelman Gallery (N.Y.), Michael Kohn Gallery (Los Angeles, Calif.)
- 1990 University of Oklahoma Museum of Art (Norman, Okl.): „Joe Andoe – New Work“,  Galérie Daniel Templon (Paris)
- 1991 Heffel Gallery (Vancouver, Can.), Galerie Kaj Forsblom (Helsinki), Yodo Gallery (Osaka, Jap.),  Galerie Busche (Köln)
- 1992 Jason Rubell Gallery (Palm Beach, Flor.)
- 1995 Milliventi Sperone (Turin, Ital.)
- 1996 Winston Wachter Fine Art (N.Y.)
- 1998 Jon Oulman Gallery (Minneapolis), Meredith Long & Co. (Houston, Tex.)
- 1999 KOPAC (Seoul, Korea),  David Floria Gallery (Aspen, Colorado)
- 2000 Gallery Simonne Stern (New Orleans, La.), University of Buffalo Art Gallery Research Center in Art & Culture (Buffalo, N.Y.)
- 2001 Byron C. Cohen Gallery for Contemporary Art (Kansas City, Miss.)
- 2002 Gallery Samtuh (Chongdam-dong Kangnam, Korea)
- 2003 Earl MacGrath Gallery (Los Angeles, Calif.)
- 2004 Feigen Contemporary (N.Y.)
- 2005 Longview Museum of Fine Arts (Longview, Tex.)